# Roberto Vissio
Roberto Matías Vissio ( Del Campillo , Provincia de Córdoba, Argentina; 11 de marzo de 1990) es un futbolista argentino. Juega como volante o mediapunta y su actual equipo es el C.A. San Martín de Monte Buey, de la Liga Bellvillense.

## Trayectoria
Antes de llegar al "Rojo" de Avellaneda, jugó en las inferiores del Club Deportivo y Cultural Del Campillo, disputando la liga del departamento Gral. Roca, provincia de Córdoba.
LLegó a Independiente en 2006 de la mano de quien fuera su artífice y mentor Fernando Serrano, dirigente de las inferiores de dicha institución, quien lo descubriera en un torneo amistoso celebrado en oportunidad de las giras de preparación que comúnmente realizan los jugadores más jóvenes.
El próximo torneo lo disputará defendiendo los colores del Club Atlético Los Andes (Primera B Metropolitana). El préstamo es por un año con una opción de compra de 400.000 US el 50%.
En julio de 2011, firma contrato con Unión Temuco equipo de la segunda división del fútbol Chileno. 
En 2012 firma con el Club Sportivo 9 de Julio de Río Tercero (Cba) que juega la Liga Regional Riotercerense de Fútbol y el Torneo Argentino C.
Jugó en Asociación Atlética Banda Norte , de Río Cuarto en el año 2013.
Actualmente juega en el Club Juventud Unida de Río Cuarto.

## Clubes
| Club                              | País      | Año         |
| --------------------------------- | --------- | ----------- |
| Independiente                     | Argentina | 2006 - 2010 |
| Los Andes                         | Argentina | 2010 - 2011 |
| Unión Temuco                      | Chile     | 2011        |
| Club Sportivo 9 de Julio          | Argentina | 2012        |
| Asociación Átletica Banda Norte   | Argentina | 2013        |
| Club Juventud Unida de Río Cuarto | Argentina | 2014        |
| Club Matienzo M SyD               | Argentina | 2015        |
| C.A.S.M Monte Buey                | Argentina | 2016        |

- Datos: Q7351947